# Deux-Évailles
Deux-Évailles is een plaats en voormalige gemeente in het Franse departement Mayenne in de regio Pays de la Loire en telt 191 inwoners (2005). De plaats maakt deel uit van het arrondissement Laval.

## Geschiedenis
Deux-Évailles maakt sinds 22 maart 2015 deel uit van het kanton Évron toen het kanton Montsûrs, waar de gemeente daarvoor onder viel, werd ophgeheven. Op 1 januari 2019 fuseerde deze gemeente met Montourtier, Montsûrs-Saint-Cénéré en Saint-Ouën-des-Vallons tot de commune nouvelle Montsûrs.

## Geografie
De oppervlakte van Deux-Évailles bedraagt 11,9 km², de bevolkingsdichtheid is 16,1 inwoners per km².
De onderstaande kaart toont de ligging van Deux-Évailles met de belangrijkste infrastructuur en aangrenzende gemeenten.

## Demografie
Onderstaande figuur toont het verloop van het inwonertal (bron: INSEE-tellingen).

Deux-Évailles · Montourtier · Montsûrs · Saint-Céneré · Saint-Ouën-des-Vallons